# Pieter Weening
Pieter Weening (né le 5 avril 1981 à Harkema, province de Frise) est un coureur cycliste néerlandais. Professionnel entre 2004 et 2020, il a notamment une étape du Tour de France 2005, deux étapes du Tour d'Italie, ainsi que le Tour de Pologne 2013.

## Biographie

### Jeunesse et carrière amateur
En 2001, Pieter Weening participe aux championnats du monde à Lisbonne au Portugal. Il y prend la 22e place de la course en ligne des moins de 23 ans. Il est à nouveau présent aux championnats du monde de 2002, à Zolder en Belgique. Il s'y classe 48e de la course en ligne des moins de 23 ans. En 2003, il connait une troisième participation aux championnats du monde espoirs à Hamilton au Canada, où il se hisse à la huitième place de la course en ligne. 

### 2004-2011: Rabobank
En 2004, il intègre l'équipe Rabobank. Il participe en octobre à la course en ligne élites des championnats du monde de 2004 à Vérone en Italie. Cette première sélection s'achève par un abandon.
Le 9 juillet 2005, il remporte la 8e étape du Tour de France d'un fil en battant l'Allemand Andreas Klöden de 9 millimètres. Il termine cette belle saison 2005 par une victoire d'étape lors du Tour de Pologne où il se hisse d'ailleurs sur le podium final.

### 2012-2015: Orica-GreenEDGE
Il prend le maillot rose sur le Tour d'Italie 2011 après avoir remporté la cinquième étape. Il conserve le maillot pendant quatre jours.
Le 3 août 2013, il remporte le Tour de Pologne à l'issue de l'ultime étape contre-la-montre.
Il est sélectionné pour la course en ligne des championnats du monde 2014.
À l'issue de la saison 2015, bien qu'il ait la possibilité de signer un nouveau contrat avec Orica-GreenEDGE, il décide de rejoindre en 2016 l'équipe continentale professionnelle néerlandaise Roompot-Oranje Peloton. Il y retrouve son ancien coéquipier Michael Boogerd, devenu directeur sportif.

### 2016-2019: Roompot-Oranje Peloton
Pour la première saison dans la formation néerlandaise, Weening remporte le Tour de Norvège devant les Norvégiens Edvald Boasson Hagen et Sondre Holst Enger. Puis son équipe est invitée sur le Tour de Suisse, épreuve World Tour et Weening remporte en solitaire la cinquième étape, au sommet à Amden.
En 2018, il remporte la 5e étape du Tour d'Autriche. L'année suivante, il gagne la 2e étape du Tour de Luxembourg. À la fin de la saison 2019, il se retrouve sans équipe avec l'arrêt de Roompot-Charles.

### 2020: dernière saison chez Trek-Segafredo
Sans équipe depuis le début de saison 2020, la formation Trek-Segafredo annonce le 5 juin 2020 avoir recruté le néerlandais pour la reprise de la saison à partir du mois d'août. En contact depuis février pour pallier l'absence de Matteo Moschetti, gravement blessé, la pandémie de Covid-19 a retardé le processus de recrutement.
En août, il est sélectionné pour représenter son pays aux championnats d'Europe de cyclisme sur route organisés à Plouay dans le Morbihan. Il se classe vingt-huitième de la course en ligne. À 39 ans, il met un terme à sa carrière à l'issue de la saison 2020.

## Palmarès et classements mondiaux

### Palmarès amateur
| - 1999 - Classique des Alpes juniors - 2002 - Champion des Pays-Bas sur route espoirs - Tour de Thuringe : - Classement général - 3e étape (contre-la-montre) - 4e étape du Tour de Liège - Transalsace International : - Classement général - 3e étape - 2e du Tour de Liège - 2e du Tour de Seine-et-Marne - 2e du Classement mondial UCI espoirs | - 2003 - Jadranska Magistrala : - Classement général - 2e étape - 1re étape du Tour de Thuringe - Tour du Limbourg amateurs : - Classement général - 2e étape - 2e du Triptyque ardennais - 3e du championnat des Pays-Bas de cyclo-cross espoirs - 3e de la Côte picarde - 3e de Liège-Bastogne-Liège espoirs - 3e du Tour de Thuringe - 8e du championnat du monde sur route espoirs |

### Palmarès professionnel
| - 2005 - 8e étape du Tour de France - 6e étape du Tour de Pologne - 2e du Tour de Pologne - 2009 - 3e étape du Tour d'Autriche - 3e du Tour de Murcie - 4e du Tour de Pologne - 2010 - 2e du championnat des Pays-Bas sur route - 2011 - 5e étape du Tour d'Italie - 6e du Tour de Romandie - 2013 - Classement général du Tour de Pologne - 2e du Tour de Langkawi - 2e du Grand Prix Impanis-Van Petegem - 6e du Tour du Pays basque - 8e de l'Amstel Gold Race - 8e de l'Eneco Tour | - 2014 - 1re (contre-la-montre par équipes) et 9e étapes du Tour d'Italie - Tour de Toscane - 2015 - 1re étape du Tour d'Italie (contre-la-montre par équipes) - 2016 - Tour de Norvège : - Classement général - 2e étape - 5e étape du Tour de Suisse - 2017 - 3e étape du Tour de Norvège - 3e du Tour de Norvège - 2018 - 5e étape du Tour d'Autriche - 2e du Tour de Croatie - 2019 - 2e étape du Tour de Luxembourg |

### Résultats sur les grands tours

#### Tour de France
6 participations
- 2005 : 72e, vainqueur de la 8e étape
- 2006 : 93e
- 2007 : 128e
- 2008 : 63e
- 2012 : 72e
- 2015 : 144e

#### Tour d'Italie
6 participations
- 2010 : 24e
- 2011 : 45e, vainqueur de la 5e étape,  maillot rose pendant 4 jours
- 2013 : 38e
- 2014 : abandon (14e étape), vainqueur des 1re (contre-la-montre par équipes) et 9e étapes
- 2015 : 92e, vainqueur de la 1re étape (contre-la-montre par équipes)
- 2020 : abandon (5e étape)

#### Tour d'Espagne
4 participations
- 2004 : 59e
- 2006 : 61e
- 2009 : 44e
- 2012 : 88e

### Classements mondiaux
| Année                  | 2005 | 2006 | 2007 | 2008 | 2009 | 2010 | 2011 | 2012 | 2013 | 2014 | 2015 |
| ---------------------- | ---- | ---- | ---- | ---- | ---- | ---- | ---- | ---- | ---- | ---- | ---- |
| Classement ProTour     | 48e  |      |      |      |      |      |      |      |      |      |      |
| Calendrier mondial UCI |      |      |      |      | 73e  |      |      |      |      |      |      |
| UCI World Tour         |      |      |      |      |      |      | 79e  | 223e | 25e  | 121e | nc   |

## Distinctions
- Cycliste néerlandais de l'année : 2005